# Västerbottens Folkblad
Le Västerbottens Folkblad est un journal quotidien suédois au format tabloïd créé en 1917 à tendance « social-démocrate ». Il est publié à Umeå et couvre principalement les actualités du comté de Västerbotten.
Son tirage était de 15700 exemplaires en 2004, 14000 exemplaires en 2007 et chute à 9700 en 2013.